# Martin Lang (Fußballspieler)
Martin Lang (* 17. Dezember 1976) ist ein ehemaliger österreichischer Fußballspieler und heutiger -trainer.

## Karriere
Langs erste Spielerstation war der Wiener Traditionsverein First Vienna FC 1894. Von den Döblingern wechselte er schließlich zum FCN St. Pölten. Des Defensiv-Allrounders nächster Klub war der SC Austria Lustenau. 2001 wurde er dann vom SV Mattersburg verpflichtet, wo er sehr viele Einsätze in der österreichischen Bundesliga hatte. Im Winter 2006 erfolgte der Wechsel zum SC-ESV Parndorf 1919 in die Erste Liga, welche die zweithöchste Spielklasse in Österreich darstellt.
Ab der Saison 2008/2009 spielte er zunächst in der ersten und dann in der zweiten Mannschaft des First Vienna FC 1894. Zum Jahreswechsel 2013 beendete er seine Karriere.